# 9887 Ashikaga
A 9887 Ashikaga (ideiglenes jelöléssel (9887) 1995 AH) a Naprendszer kisbolygóövében található aszteroida. Kobajasi Takao fedezte fel 1995. január 2-án.